# Anthony Pettis
Anthony Pettis (Milwaukee, 27 januari 1987) is een Amerikaans MMA-vechter van Mexicaans-Puerto Ricaanse afkomst. Hij was van augustus 2013 tot maart 2015 UFC-wereldkampioen in het lichtgewicht (tot 70 kilo). Hij werd eerder ook kampioen lichtgewicht binnen de bonden GFS (2008) en World Extreme Cagefighting (2010). Zijn jongere broer Sergio debuteerde vier jaar na hem ook in MMA, maar dan in de vlieggewichtdivisie (tot 57 kilo).

## Carrière

### Lichtgewicht
Pettis groeide op als middelste van drie broers. Hij begon als kleuter met taekwondo en boksen en ging op de middelbare school ook worstelen. Zijn eerste MMA-gevecht volgde in januari 2007. Die dag sloeg hij Tom Erspamer na 24 seconden in de eerste ronde technisch knock-out (TKO). Pettis' eerste gevecht vond plaats binnen een organisatie genaamd GFS en onder die vlag vocht hij ook zijn volgende zeven partijen. Na één daarvan werd hij na afloop door de jury unaniem aangewezen als winnaar. Alle andere gevechten beëindigde hij in de eerste ronde door middel van knock-out (KO), TKO of submissie (verwurging of houdgreep).
Pettis debuteerde in juni 2009 onder de vlag van de bond World Extreme Cagefighting (WEC). Hij boekte die dag zijn negende zege op rij, maar zijn volgende partij betekende zijn eerste verlies. Bart Palaszewski versloeg hem die dag op basis van een verdeelde jurybeslissing. Pettis herpakte zich door in 2010 zowel Danny Castillo (KO), Alex Karalexis (submissie) als Shane Roller (submissie) voortijdig te verslaan. Hiermee verdiende hij een gevecht voor de WEC-titel in het lichtgewicht tegen regerend kampioen Benson Henderson. Dit vond plaats op 16 december 2010. Pettis moest die dag voor het eerst in zijn carrière vijf ronden van vijf minuten volmaken, maar na afloop wees de jury hem unaniem aan als nieuwe kampioen.
Het evenement waarop Pettis de WEC-titel won, was het laatste in het bestaan van de bond. Die ging daarna op in de UFC, waar Frankie Edgar op dat moment de lichtgewichttitel droeg. Pettis debuteerde in juni 2011 voor zijn nieuwe werkgever met een nederlaag tegen Clay Guida (unanieme jurybeslissing). Net als na zijn eerste nederlaag twee jaar eerder, herpakte Pettis zich door zijn volgende drie partijen te winnen, waarvan twee op basis van KO en TKO in de eerste ronde. Opnieuw leverde hem dit een titelgevecht op, nu voor de UFC-wereldtitel lichtgewicht. Dit vond plaats op 31 augustus 2013. Ook ditmaal was Henderson zijn tegenstander en ook deze keer nam Pettis hem zijn titel af. Hun tweede ontmoeting eindigde een halve minuut voor het einde van de eerste ronde nadat Pettis Henderson in een armklem nam.
Pettis verdedigde zijn UFC-titel één keer, tegen voormalig Strikeforce-kampioen Gilbert Melendez (submissie). Rafael dos Anjos nam hem in maart 2015 het lichtgewichtkampioenschap af op basis van een unanieme jurybeslissing. In Pettis' eerstvolgende partijen volgden meteen de vierde en vijfde nederlaag in zijn loopbaan, tegen voormalig Bellator-kampioen Eddie Alvarez (verdeelde jurybeslissing) en Edson Barboza (unanieme jurybeslissing).

### Vedergewicht
Na drie opeenvolgende nederlagen in het lichtgewicht debuteerde Pettis op 27 augustus 2016 in het vedergewicht (tot 66 kilo). Hij dwong Charles Oliveira die dag tot opgave door middel van een verwurging (guillotine choke) in de derde ronde van hun gevecht. Daarmee won Pettis voor het eerst in twintig maanden weer een partij. Daarop kreeg hij de kans om op 10 december 2016 voor de interim-titel in het vedergewicht te vechten, tegen Max Holloway. Bij de weging een dag voor de wedstrijd woog hij echter drie pounds te veel. De partij ging weliswaar alsnog door, maar hierdoor kwam alleen Holloway daarin in aanmerking voor de interim-titel. Pettis verloor door middel van een technische knock-out, tien seconden voor het einde van de derde ronde. Het was de eerste keer in zijn carrière dat hij verloor op basis van een knock-out. Na de wedstrijd verklaarde Pettis dat hij niet meer in het vedergewicht zou vechten, omdat hij te veel gewicht moest verliezen om de wegingen hiervoor te halen. Hij vierde in juli 2017 zijn terugkeer in het lichtgewicht met een overwinning op Jim Miller (unanieme jurybeslissing). Na daaropvolgende partijen tegen Dustin Poirier (verlies), Michael Chiesa (winst) en Tony Ferguson (verlies), ging hij nog een gewichtsklasse omhoog, naar het weltergewicht (tot 77 kilo). Hierin won hij in maart 2019 van Stephen Thompson. Hij werd die dag de eerste die Thompson vloerde door middel van een knock-out. Vijf maanden later leed Pettis een nederlaag tegen Nate Diaz (unanieme jurybeslissing). Hij keerde in januari 2020 terug naar het lichtgewicht. Hij verloor toen door middel van een verwurging (rear-naked choke) van Carlos Diego Ferreira.